# Španjolski apartman (2002.)
Španjolski apartman (francuski izvornik: L' auberge espagnole), francuski film iz 2002. godine. 

## Sažetak
Studentu ekonomije Xavieru, Parižaninu, budući je poslodavac ponudio radno mjesto. Uvjet je bio naučiti španjolski jezik i proučiti gospodarsko stanje u toj državi. Stoga je iskoristio stipendiju EU iz programa Erasmus, koja omogućava studirati u drugim državama Unije. Xavier se našao u Barceloni na ekonomskom fakultetu i mora riješiti problem smještaja.